# Campionato del mondo rally 2015

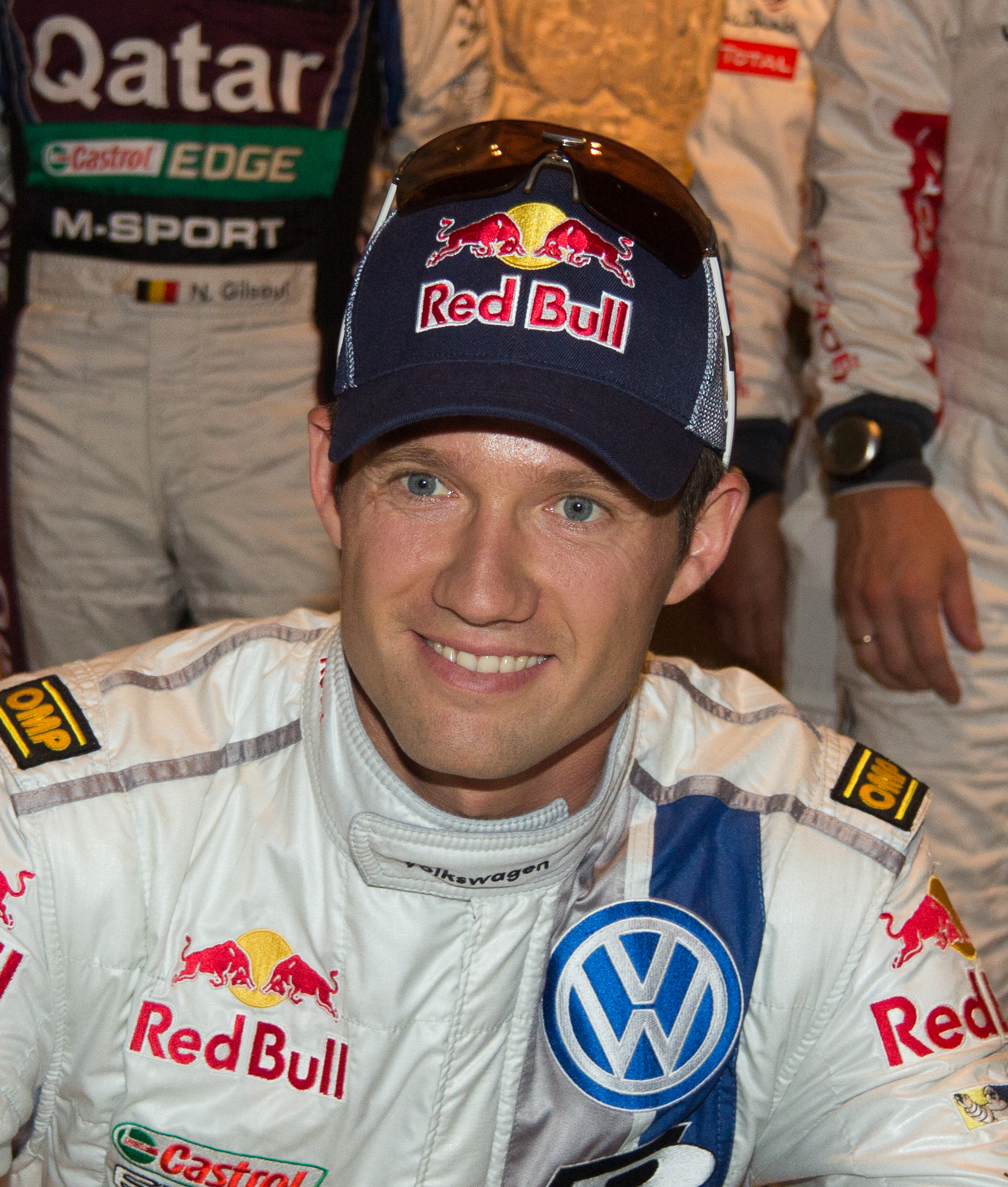
Sébastien Ogier, campione del mondo uscente

Il campionato del mondo rally 2015 è stata la 43ª edizione del campionato del mondo rally. La stagione si è svolta dal 25 gennaio al 15 novembre, prevedendo 13 prove in altrettanti Paesi. Sono stati assegnati il titolo piloti e il titolo costruttori per le classi WRC, WRC-2, WRC-3 e Junior WRC.
Sébastien Ogier era il campione in carica, così come il suo team, la Volkswagen Motorsport, lo era per i costruttori. Entrambi i campionati erano stati bissati, e quindi mantenuti nel titolo di campione, nel 2015.

## Calendario
Il calendario per la stagione è stato annunciato dalla FIA nel Settembre del 2014.
| Tappa | Data                 | Rally                                    | Luogo                               | Superficie       |
| ----- | -------------------- | ---------------------------------------- | ----------------------------------- | ---------------- |
| 1     | 22-25 Gennaio        | 83ème Rallye Automobile Monte-Carlo      | Gap, Alte Alpi                      | Neve/asfalto     |
| 2     | 12-15 Febbraio       | 63rd Rally Sweden                        | Hagfors, Värmland                   | Neve             |
| 3     | 5-8 Marzo            | 29º Rally México                         | León, Guanajuato                    | Sterrato         |
| 4     | 23-26 Aprile         | 35º Rally Argentina                      | Villa Carlos Paz, Córdoba           | Sterrato         |
| 5     | 21-24 Maggio         | 49º Rally de Portugal                    | Matosinhos, Região Norte            | Sterrato         |
| 6     | 11-14 Giugno         | 12º Rally d'Italia Sardegna              | Alghero, Cagliari                   | Sterrato         |
| 7     | 2-5 Luglio           | 72nd Rally Poland                        | Mikołajki, Varmia-Masuria           | Sterrato         |
| 8     | 30 Luglio - 2 Agosto | 65th Rally Finland                       | Jyväskylä, Finlandia centrale       | Sterrato         |
| 9     | 20-23 Agosto         | 33. Rallye Deutschland                   | Treviri, Renania-Palatinato         | Asfalto          |
| 10    | 10-13 Settembre      | 24th Rally Australia                     | Coffs Harbour, Nuovo Galles del Sud | Sterrato         |
| 11    | 1-4 Ottobre          | 58ème Tour de Corse - Rallye de France   | Ajaccio, Corsica                    | Asfalto          |
| 12    | 22-25 Ottobre        | 51º Rally RACC Catalunya – Costa Daurada | Salou, Tarragona                    | Asfalto/sterrato |
| 13    | 12-15 Novembre       | 71st Wales Rally GB                      | Deeside, Flintshire                 | Sterrato         |

## Team e piloti

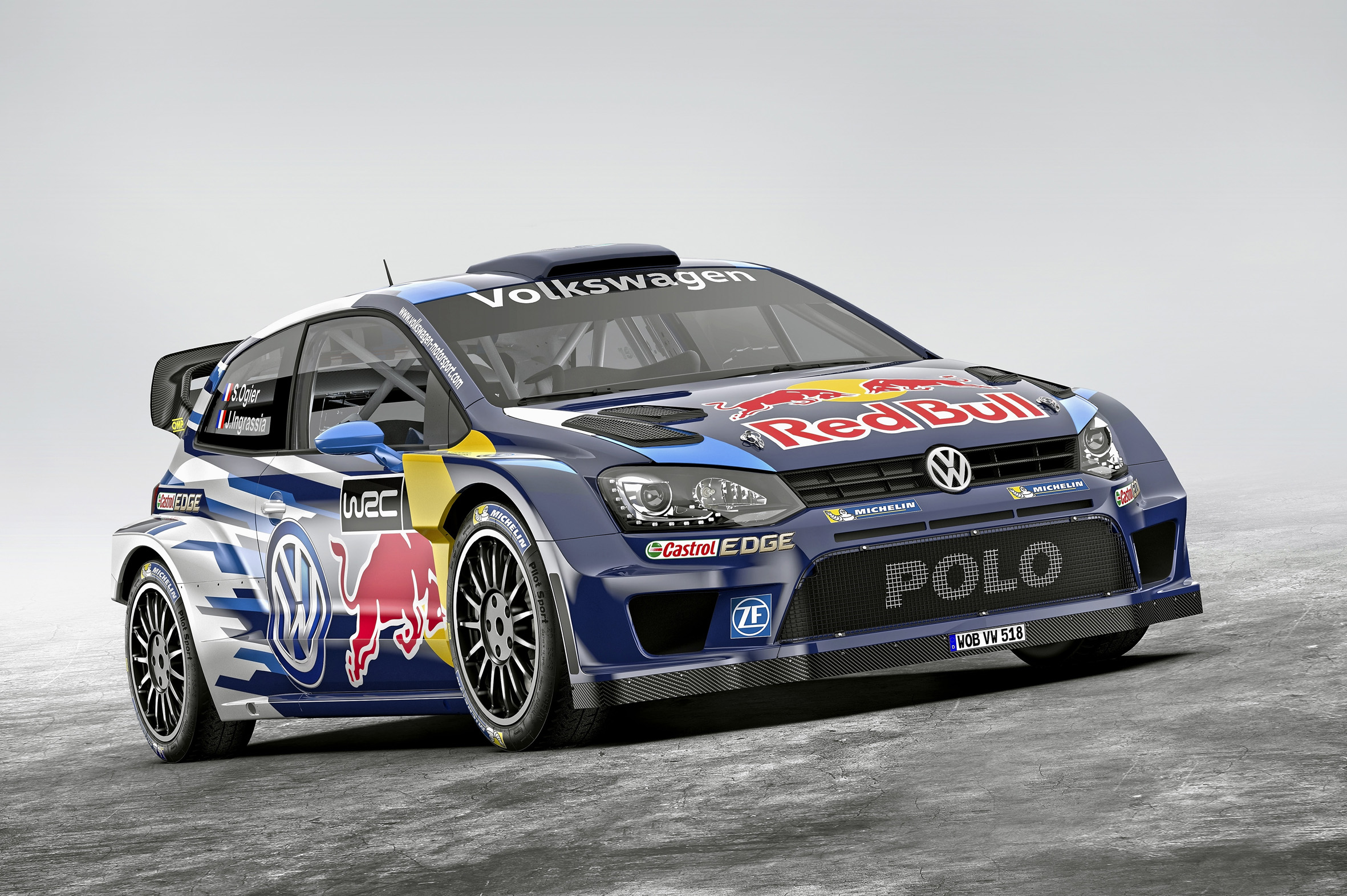
La Volkswagen Polo R WRC 2015

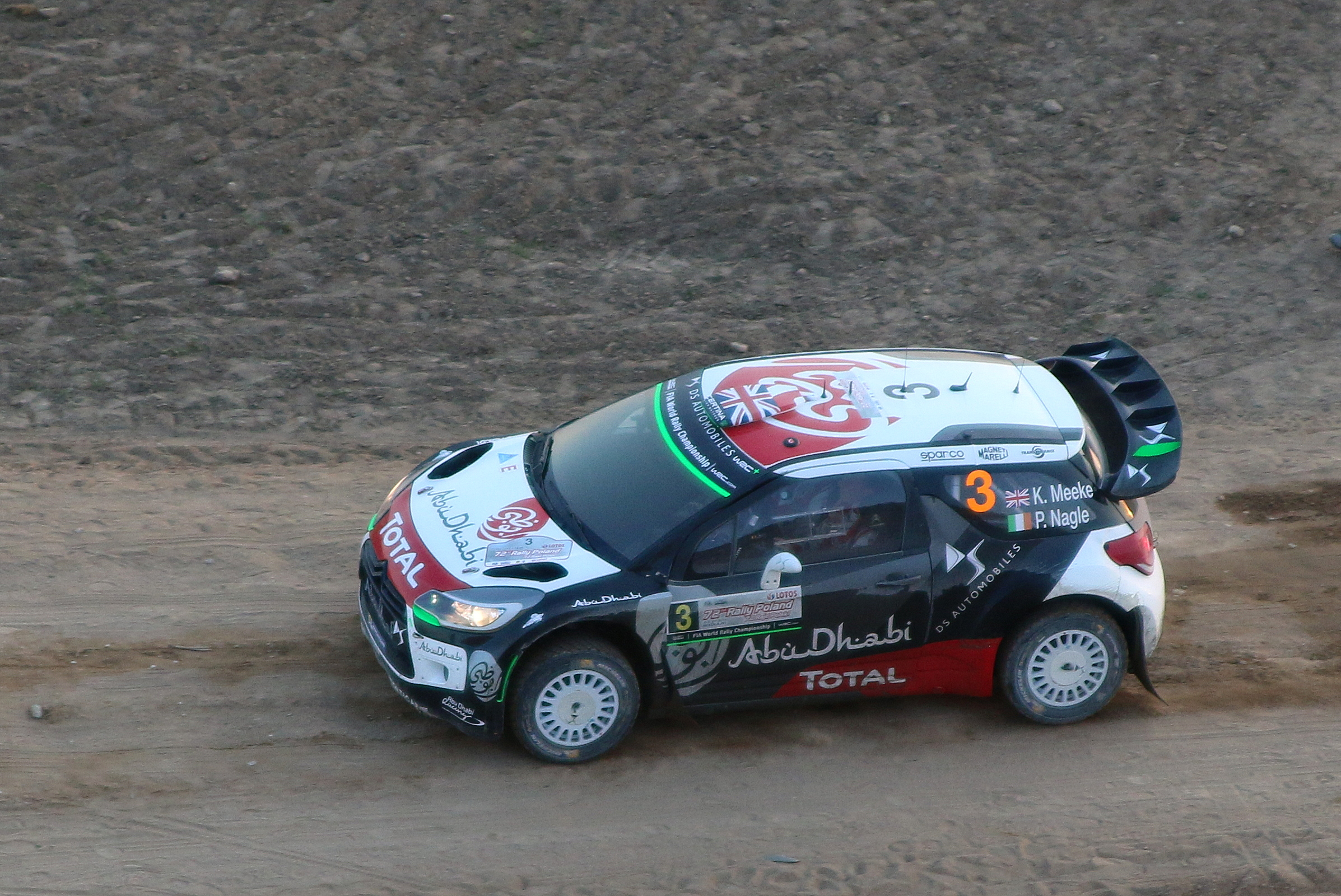
La Citroën DS3 WRC al Rally di Polonia 2015

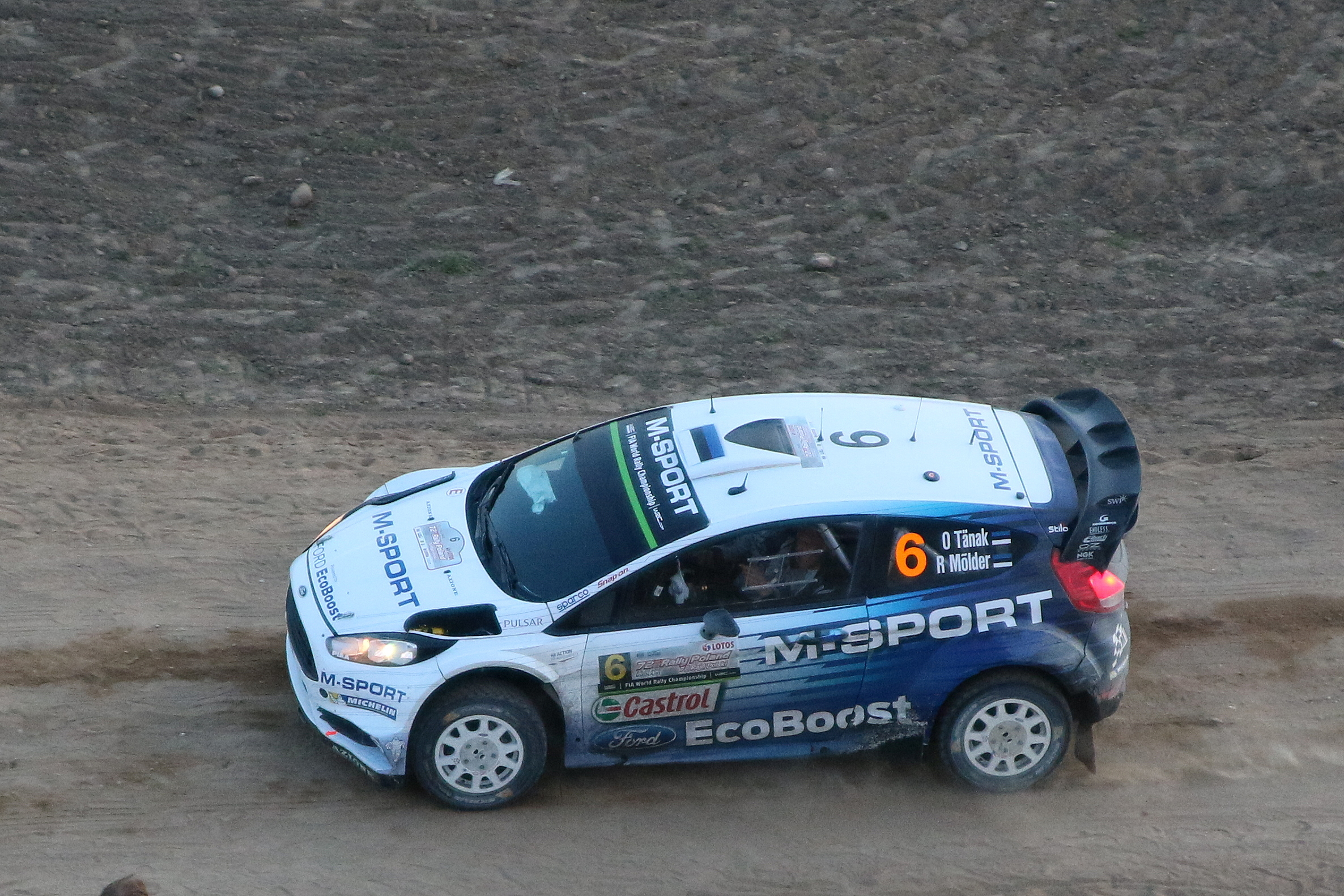
La Ford Fiesta RS WRC del team M-Sport al Rally di Polonia 2015

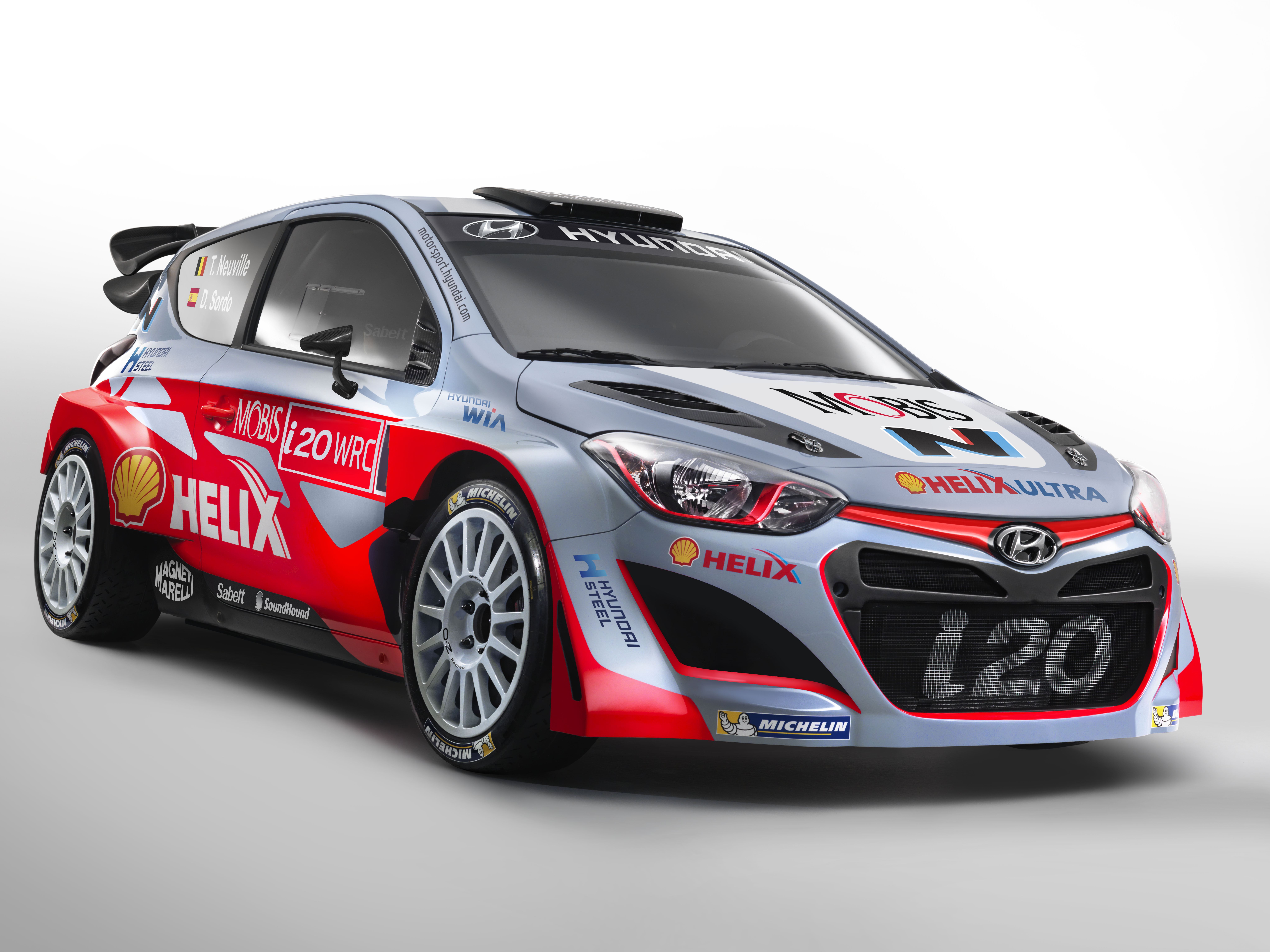
La Hyundai i20 WRC 2015

| Team costruttori                   | Team costruttori                         | Team costruttori | Team costruttori | Team costruttori    | Team costruttori     | Team costruttori |
| Costruttore                        | Team                                     | Pneumatici       | N°               | Piloti              | Co-Piloti            | Gare             |
| ---------------------------------- | ---------------------------------------- | ---------------- | ---------------- | ------------------- | -------------------- | ---------------- |
| Volkswagen (Volkswagen Polo R WRC) | Volkswagen Motorsport                    | M                | 1                | Sébastien Ogier     | Julien Ingrassia     | All              |
| Volkswagen (Volkswagen Polo R WRC) | Volkswagen Motorsport                    | M                | 2                | Jari-Matti Latvala  | Miikka Anttila       | All              |
| Volkswagen (Volkswagen Polo R WRC) | Volkswagen Motorsport II                 | M                | 9                | Andreas Mikkelsen   | Ola Fløene           | All              |
| Citroën (Citroën DS3 WRC)          | Citroën Total Abu Dhabi World Rally Team | M                | 3                | Kris Meeke          | Paul Nagle           | All              |
| Citroën (Citroën DS3 WRC)          | Citroën Total Abu Dhabi World Rally Team | M                | 4                | Sébastien Loeb      | Daniel Elena         | 1                |
| Citroën (Citroën DS3 WRC)          | Citroën Total Abu Dhabi World Rally Team | M                | 4                | Mads Østberg        | Jonas Andersson      | 2–9, 11–13       |
| Citroën (Citroën DS3 WRC)          | Citroën Total Abu Dhabi World Rally Team | M                | 4                | Stéphane Lefebvre   | Stéphane Prévot      | 10               |
| Citroën (Citroën DS3 WRC)          | Citroën Total Abu Dhabi World Rally Team | M                | 12               | Mads Østberg        | Jonas Andersson      | 1                |
| Citroën (Citroën DS3 WRC)          | Citroën Total Abu Dhabi World Rally Team | M                | 12               | Khalid Al Qassimi   | Chris Patterson      | 4–6, 8, 12       |
| Citroën (Citroën DS3 WRC)          | Citroën Total Abu Dhabi World Rally Team | M                | 12               | Stéphane Lefebvre   | Stéphane Prévot      | 9, 11, 13        |
| Ford (Ford Fiesta RS WRC)          | M-Sport World Rally Team                 | M                | 5                | Elfyn Evans         | Daniel Barritt       | All              |
| Ford (Ford Fiesta RS WRC)          | M-Sport World Rally Team                 | M                | 6                | Ott Tänak           | Raigo Mõlder         | All              |
| Ford (Ford Fiesta RS WRC)          | M-Sport World Rally Team                 | M                | 15               | Bryan Bouffier      | Xavier Panseri       | 1                |
| Ford (Ford Fiesta RS WRC)          | M-Sport World Rally Team                 | M                | 15               | Bryan Bouffier      | Thibault De La Haye  | 11               |
| Ford (Ford Fiesta RS WRC)          | M-Sport World Rally Team                 | P                | 17               | Yuriy Protasov      | Pavlo Cherepin       | 2                |
| Ford (Ford Fiesta RS WRC)          | M-Sport World Rally Team                 | P                | 17               | Aleksej Luk'janjuk  | Aleksej Arnautov     | 8                |
| Ford (Ford Fiesta RS WRC)          | Jipocar Czech National Team              | P                | 21               | Martin Prokop       | Jan Tománek          | 1–9, 11–13       |
| Ford (Ford Fiesta RS WRC)          | Jipocar Czech National Team              | P                | 22               | Jaroslav Melichárek | Erik Melichárek      | 9                |
| Ford (Ford Fiesta RS WRC)          | FWRT s.r.l.                              | P                | 37               | Lorenzo Bertelli    | Giovanni Bernacchini | 1–5              |
| Ford (Ford Fiesta RS WRC)          | FWRT s.r.l.                              | P                | 37               | Lorenzo Bertelli    | Lorenzo Granai       | 6–13             |
| Hyundai (Hyundai i20 WRC)          | Hyundai Motorsport                       | M                | 7                | Thierry Neuville    | Nicolas Gilsoul      | 1–12             |
| Hyundai (Hyundai i20 WRC)          | Hyundai Motorsport                       | M                | 7                | Daniel Sordo        | Marc Martí           | 13               |
| Hyundai (Hyundai i20 WRC)          | Hyundai Motorsport                       | M                | 8                | Daniel Sordo        | Marc Martí           | 1, 3–9, 11–12    |
| Hyundai (Hyundai i20 WRC)          | Hyundai Motorsport                       | M                | 8                | Hayden Paddon       | John Kennard         | 2, 10, 13        |
| Hyundai (Hyundai i20 WRC)          | Hyundai Motorsport N                     | M                | 10               | Kevin Abbring       | Sebastian Marshall   | 7, 9, 11, 13     |
| Hyundai (Hyundai i20 WRC)          | Hyundai Motorsport N                     | M                | 20               | Kevin Abbring       | Sebastian Marshall   | 2                |
| Hyundai (Hyundai i20 WRC)          | Hyundai Motorsport N                     | M                | 20               | Hayden Paddon       | John Kennard         | 3–9, 11–12       |
| Hyundai (Hyundai i20 WRC)          | Hyundai Motorsport N                     | M                | 20               | Daniel Sordo        | Marc Martí           | 10               |
| Hyundai (Hyundai i20 WRC)          | Hyundai Motorsport N                     | M                | 20               | Thierry Neuville    | Nicolas Gilsoul      | 13               |

| Ulteriori iscritti non registrati come costruttori | Ulteriori iscritti non registrati come costruttori | Ulteriori iscritti non registrati come costruttori | Ulteriori iscritti non registrati come costruttori | Ulteriori iscritti non registrati come costruttori | Ulteriori iscritti non registrati come costruttori | Ulteriori iscritti non registrati come costruttori |
| Costruttori                                        | Squadre                                            | Pneumatici                                         | N°                                                 | Piloti                                             | Co-Piloti                                          | Gare                                               |
| -------------------------------------------------- | -------------------------------------------------- | -------------------------------------------------- | -------------------------------------------------- | -------------------------------------------------- | -------------------------------------------------- | -------------------------------------------------- |
| Ford (Ford Fiesta RS WRC)                          | RK World Rally Team                                | P                                                  | 14                                                 | Robert Kubica                                      | Maciek Szczepaniak                                 | 1–9, 11–12                                         |
| Ford (Ford Fiesta RS WRC)                          | Adapta Motorsport                                  | M                                                  | 15                                                 | Henning Solberg                                    | Ilka Minor                                         | 1–3, 5, 8, 13                                      |
| Ford (Ford Fiesta RS WRC)                          | M-Sport                                            | M                                                  | 15                                                 | Juho Hänninen                                      | Tomi Tuominen                                      | 8                                                  |
| Ford (Ford Fiesta RS WRC)                          | M-Sport                                            | M                                                  | 23                                                 | Benito Guerra                                      | Borja Rozada                                       | 3                                                  |
| Ford (Ford Fiesta RS WRC)                          | Synthos Cersanit Rally Team                        | P                                                  | 18                                                 | Michał Sołowow                                     | Maciek Baran                                       | 2                                                  |
| Ford (Ford Fiesta RS WRC)                          | GP Racing Team                                     | M                                                  | 19                                                 | Jean-Michel Raoux                                  | Thomas Escartefigue                                | 1                                                  |
| Ford (Ford Fiesta RS WRC)                          | First Motorsport                                   | M                                                  | 22                                                 | Stéphane Sarrazin                                  | Jacques-Julien Renucci                             | 11                                                 |
| Ford (Ford Fiesta RS WRC)                          | Combilift Rallying                                 | P                                                  | 22                                                 | Josh Moffett                                       | John Rowan                                         | 13                                                 |
| Ford (Ford Fiesta RS WRC)                          | Combilift Rallying                                 | P                                                  | 23                                                 | Sam Moffett                                        | Karl Atkinson                                      | 13                                                 |
| Ford (Ford Fiesta RS WRC)                          | Graham Coffey Rally Team                           | M                                                  | 79                                                 | Graham Coffey                                      | Jenny Gäbler                                       | 9                                                  |
| Citroën (Citroën DS3 WRC)                          | PH Sport                                           | M                                                  | 15                                                 | Juho Hänninen                                      | Tomi Tuominen                                      | 2                                                  |
| Citroën (Citroën DS3 WRC)                          | PH Sport                                           | M                                                  | 15                                                 | Stéphane Lefebvre                                  | Stéphane Prévot                                    | 12                                                 |
| Citroën (Citroën DS3 WRC)                          | PH Sport                                           | M                                                  | 18                                                 | Sébastien Chardonnet                               | Thibault De La Haye                                | 1                                                  |
| Citroën (Citroën DS3 WRC)                          | D-Max Racing                                       | P                                                  | 17                                                 | Yuriy Protasov                                     | Pavlo Cherepin                                     | 1                                                  |

### Iscritti WRC-2
| Team                                | Pilota                | Co-Pilota              | Auto                         | Gare                 |
| ----------------------------------- | --------------------- | ---------------------- | ---------------------------- | -------------------- |
| PH Sport                            | Stéphane Lefebvre     | Stéphane Prévot        | Citroën DS3 R5               | 1–8                  |
| PH Sport                            | Quentin Giordano      | Valentin Sarreaud      | Citroën DS3 R5               | 1, 5–6, 11, 13       |
| PH Sport                            | Karl Kruuda           | Martin Järveoja        | Citroën DS3 R5               | 5–8                  |
| PH Sport                            | Anders Grøndal        | Roger Eliertsen        | Citroën DS3 R5               | 2, 5–6, 8, 11        |
| PH Sport                            | Quentin Giordano      | Valentin Sarreaud      | Citroën DS3 RRC              | 7–9, 12              |
| Saintéloc Junior Team               | Craig Breen           | Scott Martin           | Peugeot 208 T16 R5           | 1, 5, 8–9, 11–13     |
| Saintéloc Junior Team               | José Suárez           | Cándido Carrera        | Peugeot 208 T16 R5           | 12                   |
| J-Motorsport                        | Jourdan Serderidis    | William Mergny         | Citroën DS3 R5               | 1                    |
| J-Motorsport                        | Jourdan Serderidis    | Frédéric Miclotte      | Citroën DS3 R5               | 3, 7, 9, 11–12       |
| Team 2B Yacco                       | Julien Maurin         | Nicolas Klinger        | Ford Fiesta RRC              | 1, 5–7, 8, 11–12     |
| Vomero Racing                       | Marco Vallario        | Antonio Pascale        | Mitsubishi Lancer Evo X      | 1                    |
| Team 2C Compétition                 | Eric Camilli          | Banjamin Veillas       | Ford Fiesta R5               | 1                    |
| Team ORECA                          | Eric Camilli          | Banjamin Veillas       | Ford Fiesta R5               | 5–6, 8–9, 11–13      |
| Team ORECA                          | Teemu Suninen         | Mikko Markkula         | Ford Fiesta R5               | 9, 11–12             |
| HRT Rally Team                      | Jonathan Hirschi      | Vincent Landais        | Peugeot 208 T16 R5           | 1, 5, 7, 9           |
| HRT Rally Team                      | Jonathan Hirschi      | Victor Bellotto        | Peugeot 208 T16 R5           | 11                   |
| BRR Baumschlager Rally & Rally Team | Armin Kremer          | Pirmin Winklhofer      | Škoda Fabia R5               | 5–7, 9, 11–12        |
| BRR Baumschlager Rally & Rally Team | Armin Kremer          | Klaus Wicha            | Škoda Fabia S2000            | 1                    |
| BRR Baumschlager Rally & Rally Team | Hendrik Lategan       | Barry White            | Škoda Fabia S2000            | 1, 5                 |
| Styllex Slovak National Team        | Martin Koči           | Lukáš Kostka           | Ford Fiesta R5               | 1                    |
| Peugeot Sport Slovakia              | Martin Koči           | Lukáš Kostka           | Peugeot 208 T16 R5           | 5, 7–9, 12           |
| JRM Racing                          | Eamonn Boland         | Michael Morrissey      | Subaru Impreza WRX STI       | 1–2, 6, 9, 11        |
| Hauvel Motorsport                   | Alain Foulon          | Gilles Delarche        | Mitsubishi Lancer Evo X      | 1, 5, 7, 11–12       |
| Hauvel Motorsport                   | Alain Foulon          | Mikko Lukka            | Mitsubishi Lancer Evo X      | 8                    |
| Yazeed Racing                       | Yazeed Al Rajhi       | Michael Orr            | Ford Fiesta RRC              | 2, 5–7, 10, 12       |
| Motorsport Italia Srl               | Max Rendina           | Mario Pizzuti          | Mitsubishi Lancer Evo X      | 2–3, 5–7             |
| Motorsport Italia Srl               | Max Rendina           | Emanuele Inglesi       | Mitsubishi Lancer Evo X      | 8–9, 11, 13          |
| Motorsport Italia Srl               | Nathan Quinn          | David Calder           | Mitsubishi Lancer Evo IX     | 10                   |
| Motorsport Italia Srl               | Eyvind Brynildsen     | Anders Fredriksson     | Škoda Fabia R5               | 13                   |
| LeoVegas World Rally Team           | Fredrik Åhlin         | Morten Erik Abrahamsen | Ford Fiesta R5               | 2, 8, 13             |
| M-Sport                             | Pontus Tidemand       | Emil Axelsson          | Ford Fiesta RRC              | 2                    |
| M-Sport                             | Yuriy Protasov        | Pavlo Cherepin         | Ford Fiesta RRC              | 3–4, 6, 8, 10, 12–13 |
| M-Sport                             | Nicolás Fuchs         | Fernando Mussano       | Ford Fiesta R5               | 3                    |
| Drive DMACK                         | Jari Ketomaa          | Kaj Lindström          | Ford Fiesta R5               | 2–5, 7, 12           |
| Drive DMACK                         | Jarkko Nikara         | Kaj Lindström          | Ford Fiesta R5               | 8                    |
| Drive DMACK                         | Nicolás Fuchs         | Fernando Mussano       | Ford Fiesta R5               | 4, 13                |
| Drive DMACK                         | Sunder Pärn           | James Mogan            | Ford Fiesta R5               | 5, 7–8               |
| Drive DMACK                         | Scott Pedder          | Dale Moscatt           | Ford Fiesta R5               | 10                   |
| Drive DMACK                         | Peter Taylor          | Andrew Roughead        | Ford Fiesta R5               | 13                   |
| Drive DMACK                         | Eyvind Brynildsen     | Anders Fredriksson     | Ford Fiesta RRC              | 2, 8                 |
| Eurolamp World Rally Team           | Valeriy Gorban        | Volodymyr Korsia       | Mini John Cooper Works S2000 | 2–3, 5–8, 13         |
| Eurolamp World Rally Team           | Oleksiy Kikireshko    | Kuldar Sikk            | Mini John Cooper Works S2000 | 2                    |
| Eurolamp World Rally Team           | Sergey Uger           | Sergei Larens          | Mini John Cooper Works S2000 | 7                    |
| Eurolamp World Rally Team           | Jussi Vainionpää      | Mika Juntunen          | Citroën DS3 R5               | 8                    |
| TAIF Rally Team                     | Radik Shaymiev        | Maxim Tsvetkov         | Ford Fiesta R5               | 2–5, 8               |
| TAIF Rally Team                     | Mait Maarend          | Mihkel Kapp            | Ford Fiesta R5               | 12                   |
| C-Rally                             | Jarosław Kołtun       | Ireneusz Preskot       | Ford Fiesta R5               | 2, 7, 12–13          |
| C-Rally                             | Radosław Raczkowski   | Szymon Gospodarczyk    | Ford Fiesta R5               | 7                    |
| G.B. Motors                         | Gianluca Linari       | Nicola Arena           | Subaru Impreza WRX STI       | 2–4, 6, 8, 10–11, 13 |
| E2 - Tre Colli World Rally Team     | Edoardo Bresolin      | Rudy Pollet            | Ford Fiesta R5               | 2                    |
| E2 - Tre Colli World Rally Team     | Tom Cave              | Craig Parry            | Ford Fiesta R5               | 13                   |
| Napoca Rally Academy                | Simone Tempestini     | Matteo Chiarcossi      | Subaru Impreza WRX STI       | 2–4, 6               |
| Napoca Rally Academy                | Marco Tempestini      | Dorin Pulpea           | Subaru Impreza WRX STI       | 5, 7                 |
| Napoca Rally Academy                | Enrico Brazzoli       | Maurizio Barone        | Subaru Impreza WRX STI       | 5–6, 9, 12           |
| Youth and Sports Qatar Rally Team   | Abdulaziz Al-Kuwari   | Marshall Clarke        | Ford Fiesta RRC\|            | 3–6, 10, 12–13       |
| Qatar World Rally Team              | Nasser Al-Attiyah     | Matthieu Baumel        | Ford Fiesta RRC              | 3, 5–7, 10           |
| Wevers Sport                        | Nasser Al-Attiyah     | Matthieu Baumel        | Škoda Fabia R5               | 9, 12                |
| Wevers Sport                        | Hubert Ptaszek        | Kamil Kozdroń          | Škoda Fabia R5               | 13                   |
| Gatmo Motorsport                    | Diego Domínguez       | Edgardo Galindo        | Ford Fiesta R5               | 4                    |
| MZR Paraguay                        | Miguel Zaldivar       | Fernando Mendonca      | Ford Fiesta R5               | 4                    |
| Kia Rally Team                      | Didier Arias          | Hector Nunes           | Ford Fiesta R5               | 4                    |
| RMC Motorsport                      | Nicolás Fuchs         | Fernando Mussano       | Ford Fiesta R5               | 5–8                  |
| RMC Motorsport                      | Scott Pedder          | Dale Moscatt           | Ford Fiesta R5               | 5–8                  |
| RMC Motorsport                      | Rámon Torres          | David Vázquez          | Ford Fiesta R5               | 5–7, 12              |
| RMC Motorsport                      | Geromino Padilla      | Edgardo Galindo        | Ford Fiesta R5               | 6                    |
| RMC Motorsport                      | Juan Carlos Alonso    | Juan Pablo Monasterolo | Ford Fiesta R5               | 8                    |
| Škoda Motorsport                    | Pontus Tidemand       | Emil Axelsson          | Škoda Fabia R5               | 5, 7–8, 11–13        |
| Škoda Motorsport                    | Esapekka Lappi        | Janne Ferm             | Škoda Fabia R5               | 5–9, 11–12           |
| Škoda Motorsport                    | Jan Kopecký           | Pavel Dresler          | Škoda Fabia R5               | 6, 9, 12–13          |
| ACSM Rallye Team                    | Bernardo Sousa        | Hugo Magalhães         | Peugeot 208 T16 R5           | 5–7                  |
| ACSM Rallye Team                    | Nil Solans            | Miquel Ibáñez          | Peugeot 208 T16 R5           | 9, 11–13             |
| ACSM Rallye Team                    | Joan Carchat          | Claudi Ribeiro         | Mitsubishi Lancer Evo X      | 5–7, 9, 11–13        |
| DGM Sport                           | Keith Cronin          | Stuart Loudon          | Citroën DS3 R5               | 5–6                  |
| F.P.F. Sport SRL                    | Paolo Andreucci       | Anna Andreussi         | Peugeot 208 T16 R5           | 6                    |
| Lotto Team                          | Krzysztof Hołowczyc   | Łukasz Kurzeja         | Ford Fiesta R5               | 7                    |
| Staniszewski Rally Team             | Zbigniew Staniszewski | Bartłomiej Boba        | Peugeot 207 S2000            | 7                    |
| Ptock Racing                        | Hubert Ptaszek        | Kamil Kozdroń          | Ford Fiesta S2000            | 7                    |
| TGS Worldwide OU                    | Teemu Suninen         | Mikko Markkula         | Škoda Fabia S2000            | 7, 13                |
| TGS Worldwide OU                    | Dmitry Biryukov       | Evgeny Kalachev        | Škoda Fabia S2000            | 9                    |
| Škoda Auto Deutschland              | Fabian Kreim          | Frank Christian        | Škoda Fabia R5               | 9                    |
| John McKillop Motorsport            | Martin McCormack      | James O'Reilly         | Škoda Fabia S2000            | 13                   |

### Iscritti WRC-3 & Junior WRC
| No | Team                            | Pilota                | Co-Pilota           | Auto                | Gare             |
| -- | ------------------------------- | --------------------- | ------------------- | ------------------- | ---------------- |
| 51 | ISC Distribution                | Charlotte Dalmasso    | Marine Delon        | Citroën DS3 R3 Max  | 1                |
| 51 | ISC Distribution                | Charlotte Dalmasso    | Céline Rovira       | Citroën DS3 R3 Max  | 5                |
| 51 | ISC Distribution                | Charlotte Dalmasso    | Marion Renchet      | Citroën DS3 R3 Max  | 11               |
| 52 | Napoca Rally Academy            | Simone Tempestini     | Matteo Chiarcossi   | Citroën DS3 R3 Max  | 1, 5, 7–8, 11–13 |
| 53 | Printsport                      | Ole Christian Veiby   | Anders Jæger        | Citroën DS3 R3 Max  | 1–2, 5, 8, 11–13 |
| 54 | DMK Motorsport                  | Daniel McKenna        | Andrew Grennan      | Citroën DS3 R3 Max  | 1, 5, 8          |
| 55 | Abu Dhabi Racing Team           | Mohamed Al Mutawaa    | Stephen McAuley     | Citroën DS3 R3 Max  | 5, 7–8, 11–13    |
| 56 | D-Max Racing                    | Alessandro Re         | Giacomo Ciucci      | Citroën DS3 R3 Max  | 1                |
| 57 | Equipe de France FFSA           | Yohan Rossel          | Benoît Fulcrand     | Citroën DS3 R3 Max  | 1, 11            |
| 58 | Dauma Sport                     | Terry Folb            | Franck Le Floch     | Citroën DS3 R3 Max  | 1, 5, 7–8, 11–13 |
| 59 | Varga Racing Team               | Kornél Lukács         | Márk Mesterházi     | Citroën DS3 R3 Max  | 1, 5             |
| 60 | DG Sport                        | Quentin Gilbert       | Renaud Jamoul       | Citroën DS3 R3 Max  | 1, 5, 7–8, 11–13 |
| 61 | ADAC Weser-Ems                  | Christian Riedemann   | Michael Wenzel      | Citroën DS3 R3 Max  | 1                |
| 62 | J-Motorsport                    | John Wartique         | Gabin Moreau        | Citroën DS3 R3 Max  | 1                |
| 62 | Hannu's Rally Team              | Henri Haapamäki       | Marko Salminen      | Citroën DS3 R3 Max  | 5, 7–8           |
| 63 | Delta Rally                     | Federico Della Casa   | Domenico Pozzi      | Citroën DS3 R3 Max  | 5, 7–8, 11–12    |
| 76 | Delta Rally                     | Jean-Philippe Martini | Ambroise Fieschi    | Citroën DS3 R3 Max  | 11               |
| 64 | Autosport Technology            | Osian Pryce           | Dale Furniss        | Citroën DS3 R3 Max  | 5, 7, 13         |
| 78 | Autosport Technology            | Chris Ingram          | Gabin Moreau        | Citroën DS3 R3 Max  | 13               |
| 65 | PH Sport                        | Pierre-Louis Loubet   | Victor Bellotto     | Citroën DS3 R3 Max  | 5, 7–8           |
| 65 | PH Sport                        | Pierre-Louis Loubet   | Vincent Randais     | Citroën DS3 R3 Max  | 11–13            |
| 79 | PH Sport                        | William Wagner        | Kevin Parent        | Citroën DS3 R3 Max  | 13               |
| 66 | MY Racing                       | Jean-René Perry       | Joshua Reibel       | Citroën DS3 R3 Max  | 5, 7–8, 11       |
| 67 | Dean Raftery Rallying           | Dean Raftery          | John Higgins        | Citroën DS3 R3 Max  | 5                |
| 67 | Dean Raftery Rallying           | Dean Raftery          | Arthur Kierans      | Citroën DS3 R3 Max  | 13               |
| 68 | AFC Racing                      | Matthieu Margaillan   | Mathilde Margaillan | Citroën DS3 R3 Max  | 5, 7             |
| 68 | AFC Racing                      | Matthieu Margaillan   | Fabrice Gordon      | Citroën DS3 R3 Max  | 8                |
| 69 | AKK Sports Team Finland         | Jari Huttunen         | Antti Linnaketo     | Citroën DS3 R3 Max  | 8                |
| 69 | ACI Team Italia                 | Damiano De Tommaso    | Massimiliano Bosi   | Peugeot 208 R2      | 8, 12–13         |
| 80 | ACI Team Italia                 | Fabio Andolfi         | Simone Scattolin    | Peugeot 208 R2      | 5–8, 12–13       |
| 83 | ACI Team Italia                 | Giuseppe Testa        | Emanuele Inglesi    | Peugeot 208 R2      | 5–7              |
| 70 | CHL Sport Auto                  | Jordan Berfa          | Damien Augustin     | Citroën DS3 R3 Max  | 11               |
| 77 | Team ORECA                      | Teemu Suninen         | Mikko Markkula      | Citroën DS3 R3 Max  | 5–6, 8           |
| 82 | Team Renault Sport Technologies | Andrea Crugnola       | Michele Ferrara     | Renault Clio RS R3T | 5–7, 9, 11–12    |
| 84 | Team Renault Sport Technologies | Stéphane Consani      | Jacques Boyere      | Renault Clio RS R3T | 1                |

## Risultati e classifiche

### Risultati e statistiche
| Gara | Nome rally                                              | Podio | Podio | Podio                             | Podio                                                       | Podio     | Statistiche | Statistiche           | Statistiche | Statistiche |
| Gara | Nome rally                                              | Pos.  | N°    | Pilota                            | Squadra                                                     | Tempo     | Speciali    | Lunghezza             | Partiti     | Arrivati    |
| ---- | ------------------------------------------------------- | ----- | ----- | --------------------------------- | ----------------------------------------------------------- | --------- | ----------- | --------------------- | ----------- | ----------- |
| 1    | Rally di Monte Carlo (22–25 Gennaio) — Resoconto        | 1     | 1     | Sébastien Ogier Julien Ingrassia  | Volkswagen Motorsport (Volkswagen Polo R WRC)               | 3:36:40.2 | (15) 14     | (355.48 km) 335.55 km | 94          | 78          |
| 1    | Rally di Monte Carlo (22–25 Gennaio) — Resoconto        | 2     | 2     | Jari-Matti Latvala Miikka Anttila | Volkswagen Motorsport (Volkswagen Polo R WRC)               | 3:37:38.2 | (15) 14     | (355.48 km) 335.55 km | 94          | 78          |
| 1    | Rally di Monte Carlo (22–25 Gennaio) — Resoconto        | 3     | 9     | Andreas Mikkelsen Ola Fløene      | Volkswagen Motorsport II (Volkswagen Polo R WRC)            | 3:38:52.5 | (15) 14     | (355.48 km) 335.55 km | 94          | 78          |
| 2    | 63nd Rally Sweden (12–15 Febbraio) — Resoconto          | 1     | 1     | Sébastien Ogier Julien Ingrassia  | Volkswagen Motorsport (Volkswagen Polo R WRC)               | 2:55:30.5 | 21          | 308.00 km             | 44          | 40          |
| 2    | 63nd Rally Sweden (12–15 Febbraio) — Resoconto          | 2     | 7     | Thierry Neuville Nicolas Gilsoul  | Hyundai Motorsport (Hyundai i20 WRC)                        | 2:55:36.9 | 21          | 308.00 km             | 44          | 40          |
| 2    | 63nd Rally Sweden (12–15 Febbraio) — Resoconto          | 3     | 9     | Andreas Mikkelsen Ola Fløene      | Volkswagen Motorsport II (Volkswagen Polo R WRC)            | 2:56:10.3 | 21          | 308.00 km             | 44          | 40          |
| 3    | 29º Rally México (6–9 Marzo) — Resoconto                | 1     | 1     | Sébastien Ogier Julien Ingrassia  | Volkswagen Motorsport (Volkswagen Polo R WRC)               | 4:19:13.4 | 21          | 394.21 km             | 30          | 23          |
| 3    | 29º Rally México (6–9 Marzo) — Resoconto                | 2     | 4     | Mads Østberg Jonas Andersson      | Citroën Total Abu Dhabi World Rally Team (Citroën DS3 WRC)  | 4:20:32.2 | 21          | 394.21 km             | 30          | 23          |
| 3    | 29º Rally México (6–9 Marzo) — Resoconto                | 3     | 9     | Andreas Mikkelsen Ola Fløene      | Volkswagen Motorsport II (Volkswagen Polo R WRC)            | 4:20:38.5 | 21          | 394.21 km             | 30          | 23          |
| 4    | 35º Rally Argentina (23–26 Aprile) — Resoconto          | 1     | 3     | Kris Meeke Paul Nagle             | Citroën Total Abu Dhabi World Rally Team (Citroën DS3 WRC ) | 3:41:44.9 | 26          | 315.86 km             | 43          | 26          |
| 4    | 35º Rally Argentina (23–26 Aprile) — Resoconto          | 2     | 4     | Mads Østberg Jonas Andersson      | Citroën Total Abu Dhabi World Rally Team (Citroën DS3 WRC)  | 3:42:03.0 | 26          | 315.86 km             | 43          | 26          |
| 4    | 35º Rally Argentina (23–26 Aprile) — Resoconto          | 3     | 5     | Elfyn Evans Daniel Barritt        | M-Sport World Rally Team (Ford Fiesta RS WRC)               | 3:45:12.3 | 26          | 315.86 km             | 43          | 26          |
| 5    | 49º Rally del Portogallo (21–24 Maggio) — Resoconto     | 1     | 2     | Jari-Matti Latvala Miikka Anttila | Volkswagen Motorsport (Volkswagen Polo R WRC)               | 3:30:35.3 | (16) 15     | (351.71 km) 324.18 km | 94          | 70          |
| 5    | 49º Rally del Portogallo (21–24 Maggio) — Resoconto     | 2     | 1     | Sébastien Ogier Julien Ingrassia  | Volkswagen Motorsport (Volkswagen Polo R WRC)               | 3:30:43.5 | (16) 15     | (351.71 km) 324.18 km | 94          | 70          |
| 5    | 49º Rally del Portogallo (21–24 Maggio) — Resoconto     | 3     | 9     | Andreas Mikkelsen Ola Fløene      | Volkswagen Motorsport II (Volkswagen Polo R WRC)            | 3:31:03.9 | (16) 15     | (351.71 km) 324.18 km | 94          | 70          |
| 6    | 12° Rally di Sardegna (11–14 Giugno) — Resoconto        | 1     | 1     | Sébastien Ogier Julien Ingrassia  | Volkswagen Motorsport (Volkswagen Polo R WRC)               | 4:25:54.3 | 23          | 394,63 km             | 53          | 41          |
| 6    | 12° Rally di Sardegna (11–14 Giugno) — Resoconto        | 2     | 20    | Hayden Paddon John Kennard        | Hyundai Motorsport N (Hyundai i20 WRC)                      | 4:28:59.7 | 23          | 394,63 km             | 53          | 41          |
| 6    | 12° Rally di Sardegna (11–14 Giugno) — Resoconto        | 3     | 7     | Thierry Neuville Nicolas Gilsoul  | Hyundai Motorsport (Hyundai i20 WRC)                        | 4:30:16.8 | 23          | 394,63 km             | 53          | 41          |
| 7    | 72º Rally di Polonia (2–5 Luglio) — Resoconto           | 1     | 1     | Sébastien Ogier Julien Ingrassia  | Volkswagen Motorsport (Volkswagen Polo R WRC)               | 2:26:11.5 | (19) 18     | (313,53 km) 295,83 km | 70          | 57          |
| 7    | 72º Rally di Polonia (2–5 Luglio) — Resoconto           | 2     | 9     | Andreas Mikkelsen Ola Fløene      | Volkswagen Motorsport II (Volkswagen Polo R WRC)            | 2:26:23.4 | (19) 18     | (313,53 km) 295,83 km | 70          | 57          |
| 7    | 72º Rally di Polonia (2–5 Luglio) — Resoconto           | 3     | 6     | Ott Tänak Raigo Mõlder            | M-Sport World Rally Team (Ford Fiesta RS WRC)               | 2:26:34.5 | (19) 18     | (313,53 km) 295,83 km | 70          | 57          |
| 8    | 65º Rally di Finlandia (30 Luglio-2 Agosto) — Resoconto | 1     | 2     | Jari-Matti Latvala Miikka Anttila | Volkswagen Motorsport (Volkswagen Polo R WRC)               | 2:33:03.8 | 20          | 320,00 km             | 84          | 56          |
| 8    | 65º Rally di Finlandia (30 Luglio-2 Agosto) — Resoconto | 2     | 1     | Sébastien Ogier Julien Ingrassia  | Volkswagen Motorsport (Volkswagen Polo R WRC)               | 2:33:17.5 | 20          | 320,00 km             | 84          | 56          |
| 8    | 65º Rally di Finlandia (30 Luglio-2 Agosto) — Resoconto | 3     | 4     | Mads Østberg Jonas Andersson      | Citroën Total Abu Dhabi World Rally Team (Citroën DS3 WRC)  | 2:34:40.6 | 20          | 320,00 km             | 84          | 56          |
| 9    | 33º Rally di Germania (20–23 Agosto) — Resoconto        | 1     | 1     | Sébastien Ogier Julien Ingrassia  | Volkswagen Motorsport (Volkswagen Polo R WRC)               | 3:35:49.5 | 21          | 374.43 km             | 75          | 56          |
| 9    | 33º Rally di Germania (20–23 Agosto) — Resoconto        | 2     | 2     | Jari-Matti Latvala Miikka Anttila | Volkswagen Motorsport (Volkswagen Polo R WRC)               | 3:36:12.5 | 21          | 374.43 km             | 75          | 56          |
| 9    | 33º Rally di Germania (20–23 Agosto) — Resoconto        | 3     | 9     | Andreas Mikkelsen Ola Fløene      | Volkswagen Motorsport II (Volkswagen Polo R WRC)            | 3:37:46.1 | 21          | 374.43 km             | 75          | 56          |
| 10   | 24º Rally d'Australia (10–13 Settembre) — Resoconto     | 1     | 1     | Sébastien Ogier Julien Ingrassia  | Volkswagen Motorsport (Volkswagen Polo R WRC)               | 2:59:16.4 | 17          | 311.36 km             | 26          | 22          |
| 10   | 24º Rally d'Australia (10–13 Settembre) — Resoconto     | 2     | 2     | Jari-Matti Latvala Miikka Anttila | Volkswagen Motorsport (Volkswagen Polo R WRC)               | 2:59:28.7 | 17          | 311.36 km             | 26          | 22          |
| 10   | 24º Rally d'Australia (10–13 Settembre) — Resoconto     | 3     | 3     | Kris Meeke Paul Nagle             | Citroën Total Abu Dhabi World Rally Team (Citroën DS3 WRC)  | 2:59:49.0 | 17          | 311.36 km             | 26          | 22          |
| 11   | Tour de Corse (1–4 Ottobre) — Resoconto                 | 1     | 2     | Jari-Matti Latvala Miikka Anttila | Volkswagen Motorsport (Volkswagen Polo R WRC)               | 2:39:46.7 | (9) 7       | (332,73 km) 245,35 km | 123         | 97          |
| 11   | Tour de Corse (1–4 Ottobre) — Resoconto                 | 2     | 5     | Elfyn Evans Daniel Barritt        | M-Sport World Rally Team (Ford Fiesta RS WRC)               | 2:40:29.8 | (9) 7       | (332,73 km) 245,35 km | 123         | 97          |
| 11   | Tour de Corse (1–4 Ottobre) — Resoconto                 | 3     | 9     | Andreas Mikkelsen Ola Fløene      | Volkswagen Motorsport II (Volkswagen Polo R WRC)            | 2:40:33.0 | (9) 7       | (332,73 km) 245,35 km | 123         | 97          |
| 12   | 51° Rally di Catalogna (22–25 Ottobre) — Resoconto      | 1     | 9     | Andreas Mikkelsen Ola Fløene      | Volkswagen Motorsport II (Volkswagen Polo R WRC)            | 3:21:04.8 | 23          | 331,25 km             | 82          | 64          |
| 12   | 51° Rally di Catalogna (22–25 Ottobre) — Resoconto      | 2     | 2     | Jari-Matti Latvala Miikka Anttila | Volkswagen Motorsport (Volkswagen Polo R WRC)               | 3:21:07.9 | 23          | 331,25 km             | 82          | 64          |
| 12   | 51° Rally di Catalogna (22–25 Ottobre) — Resoconto      | 3     | 8     | Dani Sordo Marc Martí             | Hyundai Motorsport (Hyundai i20 WRC)                        | 3:21:26.0 | 23          | 331,25 km             | 82          | 64          |
| 13   | 71º Rally di Gran Bretagna (12–15 Novembre) — Resoconto | 1     | 1     | Sébastien Ogier Julien Ingrassia  | Volkswagen Motorsport (Volkswagen Polo R WRC)               | 3:03:02.0 | 19          | 310.15 km             | 70          | 58          |
| 13   | 71º Rally di Gran Bretagna (12–15 Novembre) — Resoconto | 2     | 3     | Kris Meeke Paul Nagle             | Citroën Total Abu Dhabi World Rally Team (Citroën DS3 WRC)  | 3:03:28.0 | 19          | 310.15 km             | 70          | 58          |
| 13   | 71º Rally di Gran Bretagna (12–15 Novembre) — Resoconto | 3     | 9     | Andreas Mikkelsen Ola Fløene      | Volkswagen Motorsport II (Volkswagen Polo R WRC)            | 3:03:38.2 | 19          | 310.15 km             | 70          | 58          |

### Classifiche

#### Classifica Piloti WRC
| Pos | Pilota              | MON | SWE | MEX | ARG | POR | ITA | POL | FIN | DEU | AUS | FRA | ESP | GBR | Punti |
| --- | ------------------- | --- | --- | --- | --- | --- | --- | --- | --- | --- | --- | --- | --- | --- | ----- |
| 1   | Sébastien Ogier     | 1   | 1   | 1   | 171 | 21  | 1   | 1   | 21  | 1   | 1   | 151 | Rit | 1   | 263   |
| 2   | Jari-Matti Latvala  | 23  | Rit | 15  | Rit | 12  | 62  | 5   | 12  | 21  | 2   | 13  | 2   | 501 | 183   |
| 3   | Andreas Mikkelsen   | 3   | 3   | 32  | Rit | 3   | 363 | 23  | Rit | 3   | 43  | 3   | 1   | 32  | 171   |
| 4   | Mads Østberg        | 4   | 103 | 2   | 23  | 7   | 5   | 9   | 3   | 7   |     | 6   | 4   | 7   | 116   |
| 5   | Kris Meeke          | 101 | 7   | 16  | 1   | 4   | 24  | 7   | 173 | 122 | 3   | 4   | 53  | 2   | 112   |
| 6   | Thierry Neuville    | 5   | 2   | 83  | Rit | 38  | 3   | 6   | 4   | 5   | 7   | 23  | 8   | Rit | 90    |
| 7   | Elfyn Evans         | 7   | 6   | 4   | 3   | 69  | 4   | 50  | 12  | 6   | 9   | 2   | 34  | 6   | 89    |
| 8   | Dani Sordo          | 6   |     | 5   | 52  | 6   | 20  | 10  | 11  | 43  | 8   | 7   | 3   | 4   | 89    |
| 9   | Hayden Paddon       |     | 5   | 17  | 16  | 8   | 2   | 4   | Rit | 9   | 5   | 5   | 6   | 5   | 84    |
| 10  | Ott Tänak           | 18  | 4   | 22  | 10  | 5   | 14  | 32  | 5   | 8   | 6   | 10  | 41  | Rit | 63    |
| 11  | Martin Prokop       | 9   | 8   | 6   | 4   | 10  | Rit | 11  | 7   | Rit |     | 12  | 7   | 21  | 39    |
| 12  | Robert Kubica       | Rit | 20  | 18  |     | 9   | 30  | 8   | Rit | 35  |     | 222 | 11  | 93  | 11    |
| 13  | Khalid Al Qassimi   |     |     |     | 6   | 24  | 10  |     | 16  |     |     |     | 15  |     | 9     |
| 14  | Juho Hänninen       |     |     |     |     |     |     |     | 6   |     |     |     |     |     | 8     |
| 15  | Yuriy Protasov      | 16  | 9   | 13  | 13  |     | 7   |     | 13  | 15  | 11  | 20  | 14  | 37  | 8     |
| 16  | Nasser Al-Attiyah   |     |     | 7   |     | 11  | 12  | Rit |     | 17  | 10  |     | 12  |     | 7     |
| 17  | Abdulaziz Al-Kuwari |     |     | 11  | 7   | 16  | 11  |     |     |     | 12  |     | 23  | 16  | 6     |
| 18  | Sébastien Loeb      | 82  |     |     |     |     |     |     |     |     |     |     |     |     | 6     |
| 19  | Stéphane Lefebvre   | 12  | Rit | Rit | Rit | 15  | 26  | Rit | ES  | 10  | 13  | 11  | 50  | 8   | 5     |
| 20  | Esapekka Lappi      |     |     |     |     | 12  | 17  | 12  | 8   | 42  |     | 14  | Rit |     | 4     |
| 21  | Diego Domínguez     |     |     |     | 8   |     |     |     |     |     |     |     |     |     | 4     |
| 22  | Paolo Andreucci     |     |     |     |     |     | 8   |     |     |     |     |     |     |     | 4     |
| 23  | Bryan Bouffier      | Rit |     |     |     |     |     |     |     | Rit |     | 8   |     |     | 4     |
| 24  | Pontus Tidemand     |     | 17  |     |     | 13  |     | 13  | 9   |     |     | Rit | 9   |     | 4     |
| 25  | Jan Kopecký         |     |     |     |     |     | 9   |     |     | 13  |     |     | 10  |     | 3     |
| 26  | Stéphane Sarrazin   |     |     |     |     |     |     |     |     |     |     | 9   |     |     | 2     |
| 27  | Nicolás Fuchs       |     |     | 9   | Rit | 17  | 15  | 20  | Rit |     |     |     |     | 18  | 2     |
| 28  | Gustavo Saba        |     |     |     | 9   |     |     |     |     |     |     |     |     |     | 2     |
| 29  | Lorenzo Bertelli    | 68  | Rit | Rit | 19  | Rit | Rit | 16  | 10  | NP  | 18  | Rit | Rit | 10  | 2     |
| 30  | Jari Ketomaa        |     | 13  | 10  | 12  | Rit |     | 17  |     |     |     |     | 36  |     | 1     |
| Pos | Pilota              | MON | SWE | MEX | ARG | POR | ITA | POL | FIN | DEU | AUS | FRA | ESP | GBR | Punti |

| Colore  | Risultato             |
| ------- | --------------------- |
| Oro     | Vincitore             |
| Argento | 2º posto              |
| Bronzo  | 3º posto              |
| Verde   | Finito a punti        |
| Blu     | Finito senza punti    |
| Viola   | Ritirato (Rit)        |
| Viola   | Non classificato (NC) |
| Rosso   | Non qualificato (NQ)  |
| Nero    | Squalificato (SQ)     |
| Bianco  | Non partito (NP)      |
| Bianco  | Non ha gareggiato     |
| Bianco  | Infortunato (INF)     |
| Bianco  | Escluso (ES)          |
| Bianco  | Gara cancellata (C)   |

#### Classifica Costruttori WRC
| Pos | Costruttore                              | Numero vettura | MON | SWE | MEX | ARG | POR | ITA | POL | FIN | DEU | AUS | FRA | ESP | GBR | Punti |
| --- | ---------------------------------------- | -------------- | --- | --- | --- | --- | --- | --- | --- | --- | --- | --- | --- | --- | --- | ----- |
| 1   | Volkswagen Motorsport                    | 1              | 1   | 1   | 1   | 8   | 2   | 1   | 1   | 2   | 1   | 1   | 10  | Rit | 1   | 413   |
| 1   | Volkswagen Motorsport                    | 2              | 2   | Rit | 7   | Rit | 1   | 6   | 5   | 1   | 2   | 2   | 1   | 2   | 10  | 413   |
| 2   | Citroën Total Abu Dhabi World Rally Team | 3              | 8   | 7   | 8   | 1   | 4   | 9   | 7   | 10  | 10  | 3   | 4   | 5   | 2   | 230   |
| 2   | Citroën Total Abu Dhabi World Rally Team | 4              | 6   | 9   | 2   | 2   | 7   | 5   | 8   | 3   | 7   | 10  | 6   | 4   | 7   | 230   |
| 3   | Hyundai Motorsport                       | 7              | 3   | 2   | 6   | Rit | 10  | 3   | 6   | 4   | 5   | 7   | 11  | 8   | 4   | 224   |
| 3   | Hyundai Motorsport                       | 8              | 4   | 5   | 4   | 5   | 6   | 8   | 9   | 8   | 4   | 5   | 7   | 3   | 5   | 224   |
| 4   | M-Sport World Rally Team                 | 5              | 5   | 6   | 3   | 3   | 11  | 4   | 12  | 9   | 6   | 9   | 2   | 9   | 6   | 181   |
| 4   | M-Sport World Rally Team                 | 6              | 9   | 4   | 10  | 6   | 5   | 7   | 3   | 5   | 8   | 6   | 8   | 10  | Rit | 181   |
| 5   | Volkswagen Motorsport II                 | 9              |     | 3   |     | Rit | 3   | 10  | 2   | Rit | 3   | 4   | 3   | 1   | 3   | 131   |
| 6   | Hyundai Motorsport N                     | 20             |     | 10  | 9   | 7   | 8   | 2   | 4   | Rit | 9   | 8   | 5   | 6   | Rit | 67    |
| 7   | Jipocar Czech National Team              | 21             | 7   | 8   | 5   | 4   | 9   | Rit | 10  | 6   | Rit |     | 9   | 7   | 9   | 53    |
| 8   | FWRT s.r.l.                              | 37             | 10  | Rit | Rit | 9   | Rit | Rit | 11  | 7   | NP  | 11  | Rit | Rit | 8   | 13    |
| Pos | Costruttore                              | Numero vettura | MON | SWE | MEX | ARG | POR | ITA | POL | FIN | DEU | AUS | FRA | ESP | GBR | Punti |

| Colore  | Risultato             |
| ------- | --------------------- |
| Oro     | Vincitore             |
| Argento | 2º posto              |
| Bronzo  | 3º posto              |
| Verde   | Finito a punti        |
| Blu     | Finito senza punti    |
| Viola   | Ritirato (Rit)        |
| Viola   | Non classificato (NC) |
| Rosso   | Non qualificato (NQ)  |
| Nero    | Squalificato (SQ)     |
| Bianco  | Non partito (NP)      |
| Bianco  | Non ha gareggiato     |
| Bianco  | Infortunato (INF)     |
| Bianco  | Escluso (ES)          |
| Bianco  | Gara cancellata (C)   |